# Municipio de Berkóvitsa
El municipio de Berkóvitsa (búlgaro: Община Берковица) es un municipio búlgaro perteneciente a la provincia de Montana.
En 2011 tiene 18 803 habitantes, el 82,38% búlgaros y el 16,73% gitanos. Dos terceras partes de la población municipal viven en la capital municipal Berkóvitsa.
Se ubica en el sur de la provincia. Por su término municipal pasa la carretera 81, que une Montana con Sofía.

## Localidades
| Localidad      | Cirílico      | Población (diciembre de 2009) |
| -------------- | ------------- | ----------------------------- |
| Berkóvitsa     | Берковица     | 13 917                        |
| Balyuvitsa     | Балювица      | 74                            |
| Bistrilitsa    | Бистрилица    | 194                           |
| Bokilovtsi     | Бокиловци     | 123                           |
| Borovtsi       | Боровци       | 818                           |
| Barziya        | Бързия        | 1486                          |
| Chereshovitsa  | Черешовица    | 86                            |
| Gaganitsa      | Гаганица      | 372                           |
| Komarevo       | Комарево      | 87                            |
| Kostentsi      | Костенци      | 98                            |
| Kotenovtsi     | Котеновци     | 152                           |
| Leskovets      | Лесковец      | 70                            |
| Mezdreya       | Мездрея       | 241                           |
| Pesochnitsa    | Песочница     | 55                            |
| Parlichevo     | Пърличево     |                               |
| Rashovitsa     | Рашовица      | 5                             |
| Slatina        | Слатина       | 268                           |
| Tsvetkova Bara | Цветкова бара | 25                            |
| Yagodovo       | Ягодово       | 182                           |
| Zamfirovo      | Замфирово     | 1301                          |
| Total          |               | 19 642                        |